# Heldemara Scholten
Heldemara Scholten SSpS (* 15. Juni 1905 in Sterkrade; † 18. März 1943 in der Bismarcksee) war eine deutsche römisch-katholische Ordensfrau, Missionsschwester und Märtyrin.

## Leben
Johanna Scholten, drittes von 6 Kindern eines Bergarbeiters, wuchs im Ruhrgebiet auf. Nach der Schulzeit arbeitete sie in Haushalten in Ginderich und Poelen und ab 1925 bei ihren Eltern in Perrich. Am 19. März 1930 trat sie im Alter von 24 Jahren in Steyl in das Missionshaus St. Michael der Steyler Missionare und der Steyler Missionsschwestern ein. Am 8. Dezember 1930 begann sie das Noviziat unter dem Ordensnamen Heldemara (nach Heldemar/Hildmar/Hilmar von Tournai). Am 8. Dezember 1932 legte sie ihre Ersten Gelübde ab. Vom 5. Oktober bis zum 21. Dezember 1937 reiste sie mit anderen in die Papua-Neuguinea-Mission, wo sie in der Station Alexishafen am 6. Juni 1938 die Ewigen Gelübde ablegte. Dann wirkte sie in der Missionsstation Wewak als Krankenschwester. Nach der Besetzung von Papua-Neuguinea durch japanische Invasionstruppen 1942 wurde sie am 18. März 1943 zusammen mit Bischof Josef Lörks und zahlreichen weiteren Missionaren und Ordensschwestern auf dem Zerstörer Akikaze hingerichtet und ins Meer geworfen.

## Gedenken
Die Römisch-katholische Kirche in Deutschland hat Schwester Heldemara Scholten als Märtyrin in das deutsche Martyrologium des 20. Jahrhunderts aufgenommen.